# Raffaele Molin
Raffaele Molin (Zara, 27 ottobre 1825 – Vienna, 29 giugno 1887) è stato un naturalista, fisiologo, zoologo, mineralogo e parassitologo italiano.

## Biografia
Dopo un breve periodo di insegnamento nel ginnasio della sua città natale, si laureò in medicina all'Università di Vienna nel 1849 dove divenne assistente del suo professore di fisiologia e anatomia comparata Ernst Wilhelm von Brücke. Nel 1851 venne nominato professore di storia naturale speciale (zoologia e mineralogia) e di introduzione allo studio medico-chirurgico presso l'Università di Padova, succedendo al naturalista Tomaso Catullo, appena andato in pensione.
Nel 1850, quando ancora era a Vienna, Molin aveva fatto leggere da Francesco Zantedeschi nell’Istituto veneto l’estratto di una Monografia sullo scheletro dell’Acipenser ruthenus, che suscitò un’immediata richiesta di chiarimenti da parte del medico e naturalista Giandomenico Nardo. Altre due memorie presentate dal M., il 3 luglio 1853, all’Accademia di scienze, lettere ed arti di Padova, l’una sopra una nuova specie di Acipenser, da lui chiamata Acipenser Vallisnerii, e l’altra sopra una nuova specie di Squalus, furono contestate da Nardo, che, definendolo «poco pratico degli studi ittiologici», dimostrò che in realtà si trattava di specie già note.
Appena venitseienne, oltre al manualetto di mineralogia Elementi di storia naturale per uso dei ginnasi e delle scuole tecniche superiori delle provincie austro-italiche, pubblicò tre studi anatomo-morfologici su strutture dell’apparato digerente degli uccelli e dei pesci, una ricerca sullo scheletro dello storione Acipenser ruthenus, nonché uno studio di elettrofisiologia in cui contestava un esperimento di Carlo Matteucci sui fenomeni dell’inversione della corrente. In vista del suo trasferimento, li fece ristampare da Francesco Zantedeschi nel suo Giornale fisico-chimico italiano, il quale in una nota sottolineava «il sottile ingegno d’investigazione» di cui Molin era dotato e che lo rendeva «nuovo lume e splendore dell’anatomia comparata e della fisiologia in Italia». 
Inaugurò il suo insegnamento di zoologia e mineralogia il 4 febbraio 1852 con una prolusione pubblicata insieme con l’ultima lezione dell’anno accademico, tenuta il 24 luglio 1852, nell’opuscolo Due prolusioni accademiche, dedicato a Brücke, in cui espose il suo indirizzo nello svolgimento delle lezioni e della ricerca, rivolto a privilegiare soprattutto il rigore osservativo. I primi studi del periodo padovano riguardavano l’organo della respirazione del muggine, e l’anatomia degli scheletri dei plagiostomi. 
Il 13 gennaio 1856 divenne socio straordinario dell’Accademia galileiana di scienze, lettere ed arti di Padova, nonché socio corrispondente dell’Istituto veneto di Venezia. Anche le ricerche anatomico-fisiologiche Sul cuore e sul sistema della circolazione del Boa constrictor, presentate nel 1856 all’Istituto veneto, diedero origine a un'aspra controversia con Nardo, che gli contestava di avere completamente ignorato le Ricerche sulla struttura e sulle funzioni del cuore de’ Rettili pubblicate dieci anni prima da A. Olivieri, assistente di anatomia nell’Università di Padova. La polemica, tra risposte, repliche e controrepliche, si protrasse per tutto il 1856.
Nel 1861 cominciò a occuparsi di piscicoltura, stimolato da un premio bandito in quell’anno dall’Istituto veneto, destinato a chi avesse meglio esposto «il modo di rendere più lucrose e produttrici le valli salse chiuse del veneto litorale». La memoria Sulla piscicoltura, da lui presentata al concorso con il motto trado quae potui, benché ritenuta dalla commissione giudicatrice, di cui era relatore Nardo, «immeritevole del premio» di 1200 fiorini austriaci, fu pubblicata negli atti dell’Istituto veneto con una gratifica di 300 fiorini austriaci. Questa memoria e l’altra Sopra le valli salse, pubblicata nel 1862-63, unitamente all’incarico conferitogli nel 1863 di «dare in Chioggia a’ pescatori alcune lezioni di piscicoltura moderna e d’industria peschereccia, col lodevole intendimento di sorreggere l’arte colla scienza, ove ed in quanto ne abbisognasse», diedero occasione a una ulteriore memoria di Nardo in più puntate sulla piscicoltura e sulla vallicoltura e a rilievi critici di Edoardo De Betta, e alle conseguenti repliche e controrepliche del Molin.
Dal 1864 si occupò anche dell’allevamento delle ostriche, del modo di proteggere il pesce in condizione di grande freddo e di grande caldo, di apicoltura e della macerazione della canapa.
Il 3 settembre 1867 fu nominato dal governo austriaco professore di zoologia presso la Technische Hochschule di Vienna dove insegnò fino al gennaio 1875, anno del suo pensionamento. 
Nel 1878, già laureato in medicina, conseguì l’abilitazione all’esercizio professionale, tenendo anche ambulatorio in casa con servizio gratuito per i poveri due giorni alla settimana. Dal 1885 al 1887 insegnò come libero docente, nella Scuola superiore d’agricoltura, l’allevamento dei piccoli animali terrestri e acquatici.
Il Molin morì a Vienna il 29 giugno 1887.